# کوسوف لاتسکی
کوسوف لاتسکی (لهستانی: Kosów Lacki؛ ‏[ˈkɔsuf ˈlat͡skʲi]) شهری کوچک در شهرستان سوکوووف واقع در استان ماسوویان لهستان است که ۲٬۱۵۲ نفر جمعیت دارد (آمار سال ۲۰۰۴).
اولین اشارات تاریخی به نام این شهر به سال ۱۲۰۲ میلادی بر می‌گردد که در اسناد مربوط به شاهزاده کنراد اول مازوویا نامش ذکر شده‌است.